# 新潟市立金津中学校
新潟市立金津中学校（にいがたしりつ かなづちゅうがっこう）は、新潟県新潟市秋葉区に所在する市立中学校。

## 概要
1947年に開校した市立中学校。全校生徒数が区内の中学校としては比較的少なく、学年の枠を越えた教育活動が実施されているのが特徴である。地区内には金津小学校があり小学校との交流が非常に活発である。通称は金中（きんちゅう）。

## 沿革
- 1947年5月20日 -　中蒲原郡金津村立金津中学校開設
- 1955年4月1日 - 金津村の新津市編入に伴い新津市立金津中学校に改称
- 1959年4月1日 - 現在地に移転
- 1964年6月16日 - 新潟地震（校舎・校地に被害なし）
- 1986年9月17日 - コンピューターを4台導入
- 1997年
  - 6月30日 - 現校舎の工事開始
  - 7月16日 - 竣工祈願祭
- 1998年6月25日 - 現校舎完成
- 1999年
  - 3月1日 - 現体育館完成
  - 7月3日 - 竣工記念式典
- 2000年8月31日 - 現グラウンド完成
- 2005年3月21日 - 新津市の新潟市編入に伴い新潟市立金津中学校に改称
- 2006年 - 2学期制（前後期制）・講座制総合学習開始

## 学校行事
| - 4月 始業式 入学式 新入生オリエンテーション - 5月 生徒総会 - 6月 前期中間テスト | - 7月 いじめゼロ集会 - 8月 夏季休業 - 9月 体育祭 前期期末テスト 前期終業式 後期始業式 | - 10月 小中合同あいさつ運動 - 11月 合唱コンクール 後期中間テスト - 12月 学習発表会 生徒会役員選挙 全校球技大会 | - 1月 - 2月 後期期末テスト 生徒総会 - 3月 卒業式 終業式 |

## 生徒会活動
- 生徒会総務
- 生活向上委員会
- 保健給食委員会
- 図書・放送委員会
- 選挙管理委員会
- 応援団

## 部活動
- 運動系部活動
  - 野球部
  - 男子バスケットボール部
  - バレー部
  - 卓球部
- 文化系部活動
  - 造形部
  - 音楽部

## 通学区域
- 金津地区（詳細は#外部リンクを参照）

## 進学前小学校
- 新潟市立金津小学校

## 校区内の主な施設
校区南部には植物園をはじめとし文化施設が多くある。また校区北部は秋葉区の主要施設や郊外型のショッピングセンターなどがありさまざまな顔を持つ校区である。
- 新潟市秋葉区役所
- 新潟市消防局秋葉消防署
- 新津武道館
- 新津総合体育館
- 新潟県立植物園
- 新潟県立埋蔵文化財センター
- 古津八幡山遺跡（遺跡および資料館）
- 新潟市新津美術館
- 石油の世界館（新津油田跡地）
- 中野邸美術館
- 新津フラワーランド
- 新潟薬科大学

## 交通
- JR信越本線古津駅より徒歩13分